# The Three Sisters (Alaska)
The Three Sisters (le tre sorelle; (in aleutino Hawiigis) sono un gruppo di 3 piccole isole che fanno parte delle Andreanof, nell'arcipelago delle Aleutine, e appartengono all'Alaska (USA). Si trovano nella Three Arm Bay sulla costa occidentale di Adak; ognuna delle isole è lunga 300 m e hanno un'altezza di solo 1 m s.l.m..